# Liste der Bürgermeister von Leidschendam-Voorburg
Dieses ist die Liste der Bürgermeister von Leidschendam-Voorburg in der niederländischen Provinz Südholland seit der Gründung der Gemeinde am 1. Januar 2002.
| Bürgermeister       | Bürgermeister            | Partei | Partei       | Amtszeit  | Anmerkungen                                                                              |
| ------------------- | ------------------------ | ------ | ------------ | --------- | ---------------------------------------------------------------------------------------- |
|                     | Michiel van Haersma Buma |        | VVD          | 2002–2007 | vorher Bürgermeister von Voorburg                                                        |
| Bruno Bruins        | Bruno Bruins             |        | VVD          | 2007      | kommissarisch                                                                            |
| Hans van der Sluijs | Hans van der Sluijs      |        | VVD          | 2007–2015 | zuvor Bürgermeister von Maarssen verließ das Amt aufgrund von gesundheitlichen Problemen |
| Joan Leemhuis-Stout | Joan Leemhuis-Stout      |        | VVD          | 2015      | kommissarisch                                                                            |
| Hans van der Sluijs | Hans van der Sluijs      |        | VVD          | 2015–2016 | [ 3 ]                                                                                    |
| Klaas Tigelaar      | Klaas Tigelaar           |        | ChristenUnie | 2016–2021 | [ 5 ]                                                                                    |
|                     | Jules Bijl               |        | D66          | 2021–2023 | kommissarisch                                                                            |
|                     | Martijn Vroom            |        | CDA          | seit 2023 | [ 7 ]                                                                                    |